# サニー/32
『サニー/32』（サニー）は、2018年2月17日公開の日本映画。

## 概要
2013年公開の「凶悪」以来となる白石監督と脚本・髙橋泉が再タッグを組んだ完全オリジナル作品。
2017年2月に新潟県で撮影された。
2004年に長崎県佐世保市で起こった通称「ネバダ事件」（佐世保小6女児同級生殺害事件）に着想を得ている。

## あらすじ
中学校教師・藤井赤理は、24歳の誕生日に突然誘拐されてしまう。それぞれ柏原と同じ名を名乗る誘拐犯2人は、「犯罪史上最も可愛い殺人犯」と神格化される少女“サニー”の信奉者で、赤理をサニーと呼び、あばら家に監禁する。

## キャスト
- 藤井赤理(24)：北原里英
- 柏原勲(49)：ピエール瀧
- 小田武：リリー・フランキー
- 二人目のサニー：門脇麦
- 春樹先輩(22)：音尾琢真（特別出演）
- 田辺康博：駿河太郎
- 向井純子：蒼波純
- 寺脇壮一(46)：山崎銀之丞
- 恵の兄：カトウシンスケ
- 杉崎静香(31)：奥村佳恵
- 田子浩(21)：大津尋葵
- 百瀬貴之：加部亜門
- 前川充(19)：松永拓野
- 木戸みちる(19)：蔵下穂波
- 刑事：信太昌之
- 沖田修一

## スタッフ
- 監督：白石和彌
- 脚本：髙橋泉
- スーパーバイザー：秋元康
- 製作：永山雅也、間宮登良松、三宅容介
- エグゼクティブプロデューサー：千葉善紀
- 企画：石田雄治
- プロデューサー：高橋信一、押田興将
- 撮影：灰原隆裕
- 美術：多田明日香
- 照明：谷本幸治
- 録音：浦田和治
- 音響効果：柴崎憲治
- 編集：加藤ひとみ
- 音楽：牛尾憲輔
- 主題歌：牛尾憲輔・田渕ひさ子「pray」
- 配給：日活